# Ligand

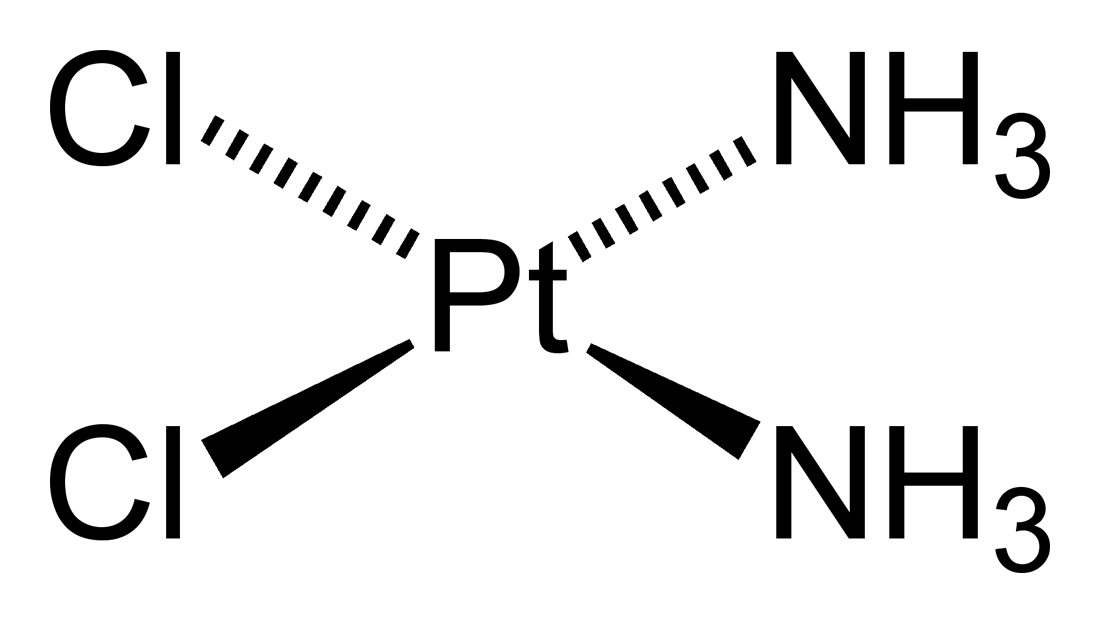
Cisplatin, ett komplex med platina som centralatom och fyra ligander: två kloridjoner och två ammoniakmolekyler (ammingrupper).

En ligand är en atom, jon, eller molekyl  (se funktionell grupp) som vanligtvis donerar eller delar en eller flera av sina elektroner bundna i en koordinerad kovalent bindning runt en central atom (liganden agerar som en Lewisbas). Bara ett fåtal exempel finns där ligander mottar elektroner från centralatomen (då liganden agerar som en Lewissyra).

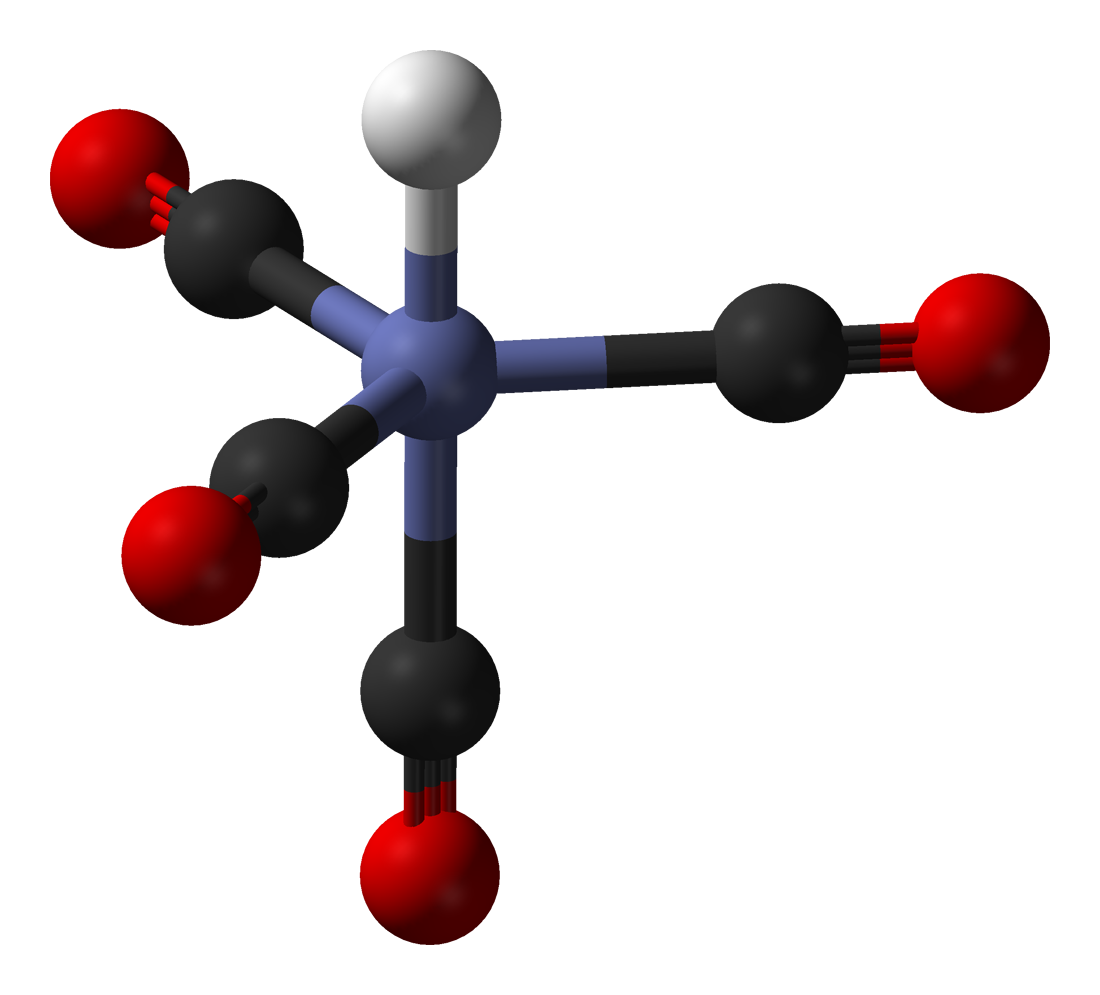
Koboltkomplex HCo(CO)_{4} med fem ligander

I oorganisk kemi är centralatomen vanligtvis en metall eller metalloid, men även den organiska kemin behandlar ligander, till exempel för att skydda funktionella grupper (BH3 som ligand för att skydda fosfiner) eller stabilisera reaktiva föreningar (THF som ligand för BH3 för att göra den lättare att hantera). Molekylen som uppstår genom koordineringen av en eller flera ligandmolekyler till en centralatom kallas komplex.
Ligander klassificeras på många sätt, inklusive: laddning, storlek (bulk), identiteten för den eller de koordinerande atomerna och antalet elektroner som donerats till metallen (denticitet eller hapticity ). Storleken på en ligand indikeras av dess konvinkel.

## Historik
Sammansättningen av koordinationskomplex har varit känd sedan tidigt 1800-tal, som preussiskt blått och kopparvitriol. Det viktigaste genombrottet inträffade när Alfred Werner förenade formler och isomerer. Han visade bland annat att formlerna för många kobolt(III)- och krom(III)-föreningar kan förstås om metallen har sex ligander i en oktaedrisk geometri. De första som använde termen "ligand" var Alfred Werner och Carl Somiesky, i relation till kiselkemi. Teorin gör att man kan förstå skillnaden mellan koordinerad och jonisk klorid i koboltaminkloriderna och att förklara många av de tidigare oförklarliga isomererna. Han löste det första koordinationskomplexet som kallas hexol till optiska isomerer, vilket motbevisade teorin om att kiralitet nödvändigtvis var förknippat med kolföreningar.

## Starkt fält och svagt fält ligander
I allmänhet betraktas ligander som elektrondonatorer och metallerna som elektronacceptorer, det vill säga Lewisbaser respektive Lewissyror. Denna beskrivning har halvkvantifierats på många sätt, till exempel ECW-modellen. Bindning beskrivs ofta med formalismer inom molekylär orbitalteori.
Ligander och metalljoner kan ordnas på många sätt. Ett rankningssystem inriktas på ligandens "hårdhet". Metalljoner binder företrädesvis vissa ligander. I allmänhet föredrar "hårda" metalljoner svaga fältligander, medan "mjuka" metalljoner föredrar starka fältligander. Enligt den molekylära orbitala teorin bör HOMO (Highest Occupied Molecular Orbital) för liganden ha en energi som överlappar med LUMO (Lowest Unoccupied Molecular Orbital) för metallpreferensen. Metalljoner bundna till starkfältsligander följer Aufbauprincipen, medan komplex bundna till svagfältsligander följer Hunds regel.
Bindning av metallen med liganderna resulterar i en uppsättning molekylära orbitaler, där metallen kan identifieras med en ny HOMO och LUMO (orbitalerna som definierar egenskaperna och reaktiviteten hos det resulterande komplexet) och en viss ordning av 5 d-orbitalerna (som kan vara fylld eller delvis fylld med elektroner). I en oktaedrisk miljö delas de 5 annars degenererade d-orbitalerna i uppsättningar av 3 och 2 orbitaler (för en mer djupgående förklaring, se kristallfältsteori):
- 3 orbitaler med låg energi: dxy, dxz and dyz och
- 2 orbitaler med hög energi: dz2 and dx2−y2.

Energiskillnaden mellan dessa två uppsättningar av d-orbitaler kallas delningsparametern, Δo. Storleken på Δo bestäms av ligandens fältstyrka: starka fältligander ökar per definition Δo mer än svaga fältligander. Ligander kan nu sorteras efter storleken på Δo (se tabellen nedan ). Denna ordning av ligander är nästan oföränderlig för alla metalljoner och kallas spektrokemiska serier.
För komplex med en tetraedrisk omgivning delas d-orbitaler igen i två uppsättningar, men denna gång i omvänd ordning:
- 2 orbitaler med låg energi: dz2 och dx2−y2 och
- 3 orbitaler med hög energi: dxy, dxz och dyz.

Energiskillnaden mellan dessa två uppsättningar av d-orbitaler kallas nu Δt. Storleken på Δt är mindre än för Δo, eftersom i ett tetraedriskt komplex endast 4 ligander påverkar d-orbitaler, medan d-orbitaler i ett oktaedriskt komplex påverkas av 6 ligander. När koordinationsnumret varken är oktaedriskt eller tetraedriskt blir uppdelningen på motsvarande sätt mer komplex. I syfte att rangordna ligander har emellertid egenskaperna hos de oktaedriska komplexen och den resulterande Δo varit av primärt intresse.
Arrangemanget av d-orbitaler på den centrala atomen (som bestäms av 'styrkan' hos liganden), har en stark effekt på praktiskt taget alla egenskaper hos de resulterande komplexen. Till exempel har energiskillnaderna i d-orbitaler en stark effekt i metallkomplexens optiska absorptionsspektra. Det visar sig att valenselektroner som upptar orbitaler med signifikant 3 d-orbitalkaraktär absorberar i området 400–800 nm av spektrumet (UV-synligt område). Absorptionen av ljus (vad vi uppfattar som färgen) av dessa elektroner (det vill säga excitation av elektroner från en orbital till en annan orbital under påverkan av ljus) kan korreleras till grundtillståndet för metallkomplexet, vilket återspeglar bindningsegenskaperna av liganderna. Den relativa förändringen i (relativ) energi för d-orbitaler som funktion av ligandernas fältstyrka beskrivs i Tanabe–Sugano-diagram.
I de fall där liganden har lågenergi LUMO deltar sådana orbitaler också i bindningen. Metall-ligandbindningen kan stabiliseras ytterligare genom en formell donation av elektrondensitet tillbaka till liganden i en process som kallas backdonation. I detta fall donerar en fylld, centralatombaserad orbital täthet till LUMO för den (koordinerade) liganden. Kolmonoxid är det framstående exemplet på en ligand som engagerar metaller via backdonation. Komplementärt kan ligander med lågenergifyllda orbitaler av pi-symmetri fungera som pi-donator.

Metall–EDTA-komplex, där aminokarboxylatet är en hexadentat (kelatbildande) ligand

Kobolt(III)-komplex innehållande sex ammoniakligander, som är monodentater. Kloriden är inte en ligand.

## Klassificering av ligander som L och X
Ligander klassificeras efter antalet elektroner som de "donerar" till metallen. L-ligander är Lewis-baser. L-ligander representeras av aminer, fosfiner, CO, N2 och alkener. Exempel på L-ligander omfattar diväte och kolväten som interagerar genom agostiska interaktioner. X-ligander är halogenider och pseudohalider. X-ligander är typiskt härledda från anjoniska prekursorer som klorid men inkluderar ligander där salter av anjon inte verkligen existerar såsom hydrid och alkyl. 
Speciellt inom området organometallisk kemi klassificeras ligander enligt "CBC-metoden" för kovalent bindningsklassificering, som populärt av kemisten M.L.H. Green och "baserat på uppfattningen att det finns tre grundläggande typer [av ligander]... representerade av symbolerna L, X och Z, som motsvarar 2-elektron, 1-elektron och 0-elektron neutrala ligander.

## Ligandutbyte
Ett ligandbyte (även kallat ligandsubstitution) är en kemisk reaktion där en ligand i en förening ersätts med en annan. Två allmänna mekanismer är kända: associativ substitution eller genom dissociativ substitution.

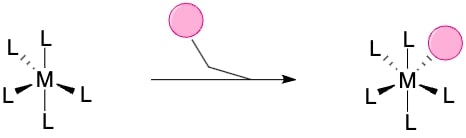
Ett generaliserat exempel på ligandassociation

Associativ substitution liknar S N 2 -mekanismen i organisk kemi. En typiskt mindre ligand kan fästa till ett omättat komplex följt av förlust av en annan ligand. Typiskt är substitutionshastigheten första ordningen vid inträde i ligand L och det omättade komplexet.

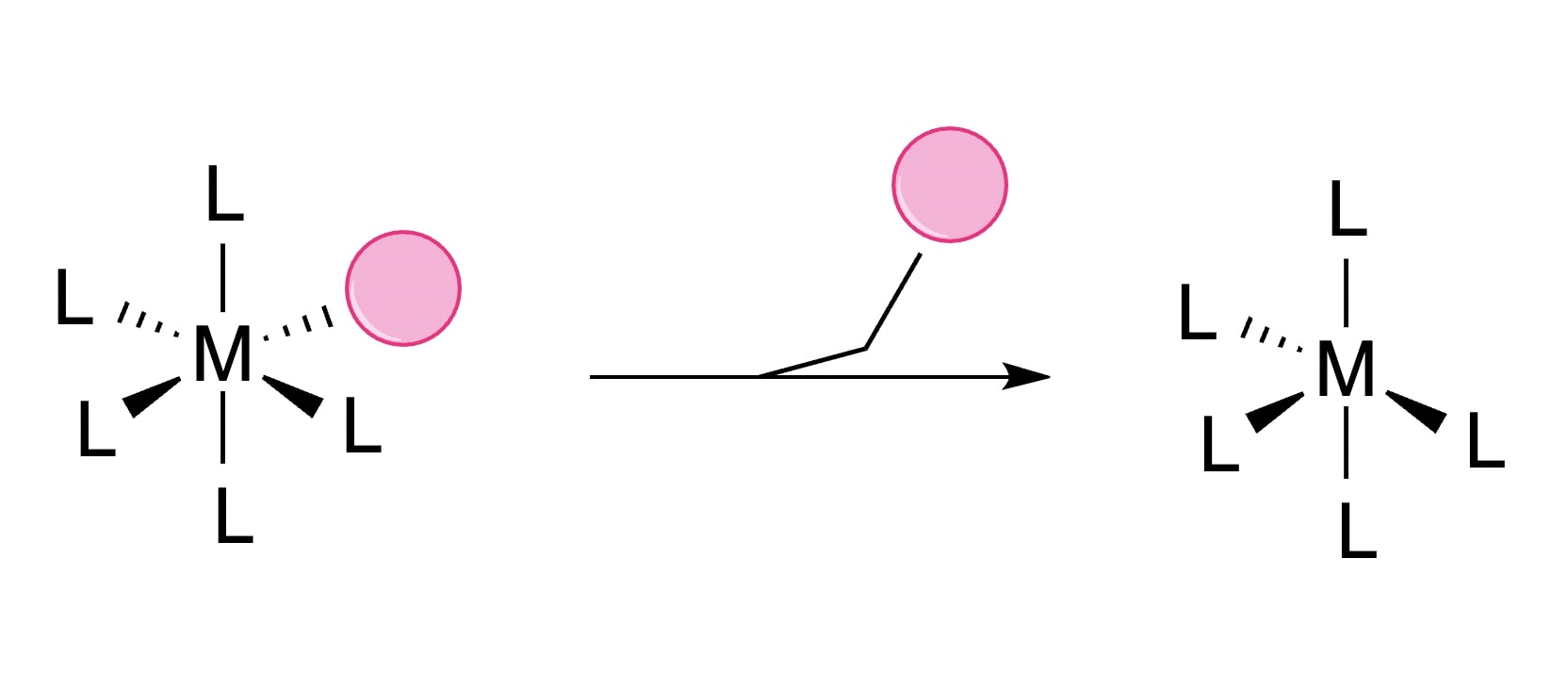
Ett generaliserat exempel på liganddissociation

Dissociativ substitution är vanlig för oktaedriska komplex. Denna väg liknar SN1-mekanismen i organisk kemi. Identiteten för den inkommande liganden påverkar inte hastigheten.

## Ligand-proteinbindningsdatabas
BioLiP är en omfattande ligand-protein-interaktionsdatabas, med 3D-strukturen för ligand-protein-interaktionerna hämtad från Protein Data Bank. MANORAA är en webbserver för att analysera konserverad och differentiell molekylär interaktion av liganden i komplex med proteinstrukturhomologer från Protein Data Bank. Det tillhandahåller kopplingen till proteinmål som dess placering i de biokemiska vägarna, SNPs och protein/RNA-baslinjeuttryck i målorgan.